# Sausage (gruppo musicale)
I Sausage sono stati un gruppo musicale statunitense, progetto parallelo dei Primus.

## Storia del gruppo
I Sausage vennero formati nel 1993 ed erano composti da Les Claypool, Todd Huth e Jay Lane dei Primus. Il loro unico album Riddles Are Abound Tonight del 1994 è ispirato alle demo da loro registrate sei anni prima. Il gruppo si sciolse lo stesso anno. Fecero una reunion venticinque anni dopo, il 31 dicembre 2019.

## Formazione
- Les Claypool – basso, voce
- Todd Huth – chitarra
- Jay Lane – batteria

## Discografia

### Album in studio
- 1994 – Riddles Are Abound Tonight